# Зелени (Владимирская область)
Зелени — деревня в Суздальском районе Владимирской области России, входит в состав Новоалександровского сельского поселения.

## География
Деревня расположена в 4 км на юго-восток от центра поселения села Новоалександрово и в 8 км на северо-запад от города Владимир близ автодороги 17А-1 Владимир — Юрьев-Польский — Переславль-Залесский.

## История
В конце XIX — начале XX века деревня входила в состав Богословской волости Владимирского уезда. В 1859 году в деревне числилось 23 дворов, в 1905 году — 30 дворов, в 1926 году — 34 хозяйств.
С 1929 года деревня входила в состав Богословского сельсовета Владимирского района, с 1959 года — в составе Сновицкого сельсовета, с 1965 года — в составе Суздальского района.

## Население
| 1859 | 1905 | 1926 |
| ---- | ---- | ---- |
| 138  | 145  | 166  |

| 1859 | 1905 | 1926 | 2002 | 2010 | 2021 |
| ---- | ---- | ---- | ---- | ---- | ---- |
| 138  | ↗145 | ↗166 | ↘128 | ↘119 | ↗249 |